# Al-Bāqillānī
Abū Bakr Muhammad ibn at-Taiyib al-Bāqillānī (arabisch أبو بكر محمد بن الطيب الباقلاني, DMG Abū Bakr Muḥammad ibn aṭ-Ṭaiyib al-Bāqillānī‎; gest. 1013) war ein islamischer Kalām-Gelehrter, der das Lehrsystem des Abū l-Hasan al-Aschʿarī popularisierte und eine eigene Lehre vom Koran entwickelte. Nach Ibn Chaldūn führte er die Konzepte des Atoms und des Vakuums sowie die Lehre, dass das Akzidens nicht Träger eines anderen Akzidens sein kann und keine Zeitkontinuität hat, in den aschʿaritischen Kalām ein.

## Leben
Al-Bāqillānī verbrachte die erste Zeit seines Lebens in Basra und Bagdad und wurde von dort aus zur Teilnahme an den theologischen Diskussionen am Hof des Buyiden-Emirs Adud ad-Daula (reg. 949–983) nach Schiras eingeladen; 982 wurde er auf eine diplomatische Mission in das Byzantinische Reich nach Konstantinopel gesandt. Sein übriges Leben verbrachte er in Bagdad, wobei er zeitweise das Amt eines Qādī innehatte. Während die meisten anderen Theologen, die al-Aschʿarīs Lehrsystem folgten, Schafiiten waren, gehörte al-Bāqillānī der malikitischen Lehrrichtung an, die vor allem in Nordafrika verbreitet ist. Dadurch konnte er besonders gut zur Popularisierung der asch'aritischen Lehre in diesen Gebieten beitragen.

## Werke
- Al-Bāqillānī's wichtigste dogmatische Abhandlung ist sein Kitāb at-Tamhīd („Buch der Einleitung“). Darin setzt er sich aus aschʿaritischer Sicht mit den Lehren anderer Religionen (Zoroastrismus, Christentum, Brahmanismus, Judentum) sowie anderer islamischer Bekenntnisse (Korporealisten, Muʿtazila, Schiiten) auseinander und bemühte sich, sie zu widerlegen. Sein eigenes dogmatisches System beruht auf der Lehre al-Asch'aris, ein Unterschied besteht lediglich darin, dass er die Realität der göttlichen Attribute stärker betonte.[2]
- Von großer Bedeutung war auch seine Abhandlung Iʿǧāz al-Qurʾān („Die Unnachahmlichkeit des Korans“). Damit führte er das Konzept von der koranischen Unnachahmlichkeit, das von den Muʿtaziliten entwickelt worden war, in die sunnitische Theologie ein.
- Seine besondere Lehre vom Koran entwickelte al-Bāqillānī in dem Buch al-Inṣāf fī-mā yaǧib iʿtiqādu-hū wa-lā yaǧūzu ǧahlu-hū („Das ausgewogene Urteil bei dem, was man glauben muss und nicht ignorieren darf“). Darin hielt er an der aschʿaritischen Position von der urewigen Existenz des Korans fest, erklärte aber, dass diese sich lediglich auf den Sinn (maʿnā) des Korans beziehe, nicht aber auf dessen sprachliche Realisation. Dies leitete er aus Sure 14:4 ab, wo ausgesagt wird, dass Gott seine Gesandten jeweils in derjenigen Sprache zu ihrem Volk sprechen lässt, die für sie verständlich ist. Hieraus schloss er, dass nur der hinter diesen unterschiedlichen sprachlichen Realisationen stehende unveränderliche Sinngehalt der göttlichen Botschaft urewig sein könne.[3]
- At-Taqrīb wa-l-iršād, systematische Abhandlung zu den Usūl al-fiqh. Die Kurzversion des Textes wurde 1998 in drei Bänden ediert.

## Belege
1. ↑  Ibn Ḫaldūn: al-Muqaddima. Ed. Ḫalīl Šahāda und Suhail Zakkār. Dār al-Fikr, Beirut, 2001. Bd. I, S. 589, Zeile 6–9. Digitalisat – Siehe auch Martin Schreiner: „Zur Geschichte des Aśʿaritenthums“ in Actes du huitième Congrès international des Orientalistes Brill, Leiden, 1891. S. 79–117, hier S. 108f. Digitalisat
2. ↑  Vgl. Watt/Marmura 397.
3. ↑  Vgl. Paret: Der Standpunkt al-Bāqillānī's in der Lehre vom Koran. 1975, S. 424f.

| Personendaten    | Personendaten                                                                              |
| ---------------- | ------------------------------------------------------------------------------------------ |
| NAME             | Bāqillānī, al-                                                                             |
| ALTERNATIVNAMEN  | Bāqillānī, Abū Bakr Muḥammad ibn aṭ-Ṭaiyib al-; أبو بكر محمد بن الطيب الباقلاني (arabisch) |
| KURZBESCHREIBUNG | islamischer Theologe                                                                       |
| GEBURTSDATUM     | 10. Jahrhundert                                                                            |
| STERBEDATUM      | 1013                                                                                       |